# 浔阳公主 (唐顺宗)
浔阳公主（?—?），唐朝公主，是中国唐朝第十代皇帝唐顺宗李诵的第十八女。

## 母
崔昭仪，唐顺宗为太子的时候为昭训，做皇帝时为昭仪，生浔阳公主。与临汝公主的母亲崔昭训是不是同一人，没有明确记载。唐宪宗元和元年（806年）八月初四，崔昭仪封为太妃。

## 生平
唐宪宗元和元年（806年）八月初四，被封为浔阳公主。唐文宗大和三年（829年），浔阳公主与邵阳公主、平恩公主一起出家为道士，皇帝每年赏赐封物七百匹。